# ピコグラフ
合資会社ピコグラフは、アニメーションの企画・制作を主な事業内容とする日本の企業である。

## 概要・沿革
2001年、北海道教育大学美術科の卒業生によって設立。現在のメンバーは4人。当初は札幌市デジタル創造プラザ（ICC)を拠点として活動。
2004年、サイエンスチャンネルで放送された『うさみみ玉手箱』がU.S.International Film and Video Festival 教育番組部門3位入賞。2010年、玩具『精霊大戦トーテミア』のCMでクリエイティブマーケット東京2010 審査員特別賞を受賞 。

## メンバー
- 太田真（代表）
- カワハラマサル
- mebae
- 佐々木尚

## 作品履歴

### テレビシリーズ
- うさみみ玉手箱（2002年 - 2003年）
- U.H.O フューチャーレスキュー 2061（アニメパート制作、2003年 - 2009年）

### 劇場作品
- TAILENDERS（プロデュース：動画革命東京、2009年）

### ゲーム
- レントヘッド（2012年）

### その他
- カラオケ UGAアニメーションPV（2005年）
- 精霊大戦トーテミアCM（2010年）
- アイヌ口承文学アニメ　オルシペ・スウォプ（アイヌ文化振興・研究推進機構、2013年 - ）